# Inka Martí
Inka Martí Kiemann (Beckum, Westfàlia, Alemanya Occidental, 6 de gener de 1964) és una periodista, editora, escriptora, fotògrafa, agricultora i ramadera espanyola, esposa del també editor Jacobo Siruela i comtessa consort de Siruela.

## Biografia
Va estudiar filologia hispànica en la Universitat Central de Barcelona.

### Model
Amb 17 anys va començar a treballar com model sent el rostre de nombroses campanyes de publicitat. També va treballar com a model al Japó, Grècia, Anglaterra, Àustria i Alemanya.

### Televisió
En 1986, amb vint-i-dos anys, va debutar davant les càmeres de Televisió Espanyola, en el concurs cultural de TVE Hablando claro, secundat per la Reial Acadèmia Espanyola i ideat pel professor Francisco Rico Manrique. Un any després va compartir plató amb Manuel Hidalgo en el magazine diari Tal cual, en què es va fer càrrec de la revista de cinema, teatre i música, i amb Isabel Gemio en Un verano tal cual.
El 1989 va acompanyar a Miguel de la Quadra-Salcedo en la primera edició de l'espai Aventura 92 i en 1992 va presentar el magazine d'actualitat i entrevistes Peligrosamente juntas al costat de Marisol Galdón. Als mesos de juliol i agost d'aquest any, coincidint amb els Jocs Olímpics, va conduir el programa diari Barcelona: Juegos de sociedad. Al costat de Constantino Romero, va ser la veu dels Jocs Olímpics de Barcelona en les cerimònies d'obertura i clausura, que es van emetre a 3500 milions d'espectadors de tot el món. Al novembre d'aquest mateix any va començar l'informatiu de La 2, El informe del día, dirigit per José Antonio Martínez Soler. Va dirigir el Departament de Televisió inaugurat per la productora de publicitat i televisió Ovideo. Entre les seves produccions, destaquen cinc capítols de la sèrie Letter from Home, per a la cadena nord-americana CBS.
Després d'aquesta experiència, es va apartar un temps de les cambres i no va tornar fins a 1998, quan va rodar un documental sobre Espanya per a la BBC de cinc episodis, Spain, Inside Out, que es continua emetent en tots els països de parla anglesa del món i va rebre el premi de la RTVA com a millor programa de televisió. En 1999, en aquesta ocasió en la televisió autonòmica de Catalunya, TV3, va presentar OK!, una revista diària d'una hora i mitja, dirigida per Alfons Arús, i No cal somiar, un programa de viatges produït per Ramon Colom Esmatges. La seva prometedora carrera televisiva, no obstant això, es va veure truncada després de sofrir una experiència d’assetjament per part del directiu de la cadena que la va fer marxar-se dels platós, derivant en un episodi depressiu. Superat pels seus propis mitjans, va conèixer llavors el que seria el seu futur espòs, l'editor Jacobo Siruela.

### Edició i fotografía
El 2005 va fundar Ediciones Atalanta al costat del seu ja marit Jacobo Siruela, i en 2011 va iniciar una nova trajectòria artística com a fotògrafa, publicant d'una banda el llibre Cuaderno de noche, una recopilació de seixanta-cinc somnis seleccionats entre els més de mil somnis que componen els seus onze quaderns escrits des de l'any 2000, i simultàniament, en format digital, Espacios oníricos, que complementa fotogràficament el món recreat al seu viatge oníric.
El seu treball fotogràfic va participar en exposicions col·lectives en Madrid, Barcelona, Sevilla i París entre 2013 i 2014. La seva primera exposició individual va tenir lloc en Àmbit Galeria d'Art de Barcelona durant la primavera de 2015.
Ja en 2016, va participar el 17 d'abril en el nou magazín Fashion and Arts amb un foto-assajo sobre la bellesa i el 9 de juliol va inaugurar una exposició a la galeria Patrick Domken de Cadaqués.
A l'abril de 2017 va formar part del llibre col·lectiu No madres de la periodista María Fernández-Miranda, on aquesta última relata la seva història personal i la de moltes altres dones que no volen o no poden ser mares i que conformen la denominada Generació NoMo (No Mother).
Al gener de 2018 va formar part de La generación del 87. Orígenes y destinos. 1987-2017, una exposició de retrats de grans fotògrafs des de la qual es va mostrar com a integrant dels vuitanta-set representants d'una generació que la revista La Luna de Madrid va incloure en 1987 en un número especial.
El 12 de novembre de 2019, tres anys després de la seva última presentació fotogràfica, va exhibir l'exposició Levantar el velo a la Universidad del Claustro de Sor Juana del Centre Històric de la Ciutat de Mèxic. El 23 de setembre de 2022, i després de la seva exposició en el Claustre, va continuar aprofundint en l'obra d'aquesta gran escriptora del segle xvii través de El divíno Narciso, presentada a l’Espai d'Exposicions Casinet del Masnou, Barcelona. El mite de Narcís i Eco, narrat per Ovidi, es vincula a aquesta exposició en el que refereix a la caiguda terrestre de l'ésser humà enamorat del seu reflex en la naturalesa.
El 28 de febrer de 2023 participa en Madrid juntament amb els ponents David Jiménez Torres, M. Ángeles Bonmatí i Marta Fernández en el col·loqui organitzat pel Centro de Cultura Contemporánea Conde Duque titulat "La vida bajo los párpados" sobre el somni i la "vida somiada".

### Biodiversitat
Simultàniament a la seva labor com a editora amb seu al Mas Pou, a Vilaür, Alt Empordà, compagina la seva ocupació dirigint un projecte («projecte Airhon») que auna la recerca de biodiversitat a l'agricultura i ramaderia ecològica, en convivència amb grans depredadors com el llop i l'àguila imperial, en una finca del seu espòs heretada per via materna en la localitat espanyola de Larrodrigo, a la província de Salamanca.

## Obra

### Obra escrita
- Ha traduït alguns llibres de l'alemany.
- 1999: Otto (Barcanova), llibre de literatura infantil.
- 2006: El tresor de Nova York (Museu d'Art de Girona), llibre de literatura infantil.
- 2011: Cuaderno de noche (Atalanta) i, en format digital, Espacios oníricos.

### Exposició fotogràfica
- 2013: primera exposició col·lectiva a Barcelona Valid Foto. Va participar en París Photo Off, en Arts Libris del Arts Santa Mònica de Barcelona i a Estampa de Madrid.
- 2014: Revelaciones, exposició col·lectiva, Galería Container-Art, Sevilla.
- 2015: Paisajes de viento, Àmbit Galeria d'Art, Barcelona.
- 2016: Talismanes en el camino, Galería Patrick Domken, Cadaqués.
- 2019: Levantar el velo, Universidad del Claustro de Sor Juana, Centre Històric de la Ciutat de Mèxic; Art Window. Marta Moriarty, Madrid.
- 2022: El divino Narciso, Espai d'Exposicions Casinet del Masnou, Barcelona.